# Нотаріальна палата України

Емблема Української нотаріальної палати.

Нотаріальна палата України — недержавна неприбуткова організація, що здійснює професійне самоврядування у сфері нотаріату та об'єднує усіх нотаріусів України. Створена 29 березня 2013 року (перейменована Українська нотаріальна палата, яка функціонувала з 1993 року).
Відповідно до Закону України «Про нотаріат» (стаття 16) професійне самоврядування нотаріусів здійснюється через Нотаріальну палату України та її органи.
Члени НПУ – всі нотаріуси України, які працюють у державних нотаріальних конторах, державних нотаріальних архівах або здійснюють приватну нотаріальну діяльність. Згода нотаріуса на набуття членства в НПУ не потребується.
Структуру НПУ складають відділення в областях та місті Києві.

## Органи НПУ
Органи НПУ: З'їзд нотаріусів України, Рада, Президент, Перший віце-президент, віце-президент, ревізійна комісія, комісія з питань професійної етики нотаріусів.
У період між з'їздами нотаріусів України функції професійного самоврядування нотаріусів виконує Рада НПУ.
До складу Ради НПУ входять президент НПУ, Перший віце-президент НПУ, віце-президент НПУ, голови усіх відділень НПУ, а також два нотаріуси, обрані загальними зборами нотаріусів відділень НПУ з чисельністю нотаріусів більше однієї тисячі.
Для здійснення діяльності Нотаріальної палати України президент НПУ формує Апарат. Здійснення поточної організаційної роботи та забезпечення діяльності Апарату НПУ покладається на виконавчого директора.

## Основні засади діяльності НПУ
НПУ є неприбутковою юридичною особою, має свою печатку.
Повноваження Нотаріальної палати України визначаються Законом України «Про нотаріат» та Статутом НПУ.
Мета діяльності НПУ – об'єднання на професійній основі зусиль нотаріусів для виконання покладених на них Законом України «Про нотаріат» обов'язків і забезпечення їхніх прав, представництво професійних інтересів нотаріусів у державних органах, органах місцевого самоврядування, на підприємствах, в установах і організаціях.
Серед повноважень НПУ: представлення інтересів нотаріальних палат та нотаріусів у державних та інших установах; забезпечення захисту соціальних та професійних прав нотаріусів; участь у проведенні експертиз законопроєктів з питань, пов'язаних з нотаріальною діяльністю; забезпечення підвищення кваліфікації нотаріусів та їхніх помічників; контроль за дотриманням нотаріусами правил професійної етики тощо.
Професійне самоврядування нотаріусів функціонує на засадах законності, гласності, незалежності, демократичності, колегіальності, виборності, обов'язковості членства.
Розмір членських внесків визначає З'їзд нотаріусів України.

## Міжнародна співпраця
НПУ в своїй роботі керується кращими світовими практиками і принципами нотаріату латинського типу. З метою подальшого розвитку системи латинського нотаріату в Україні, закріплення його фундаментальних принципів та правил нотаріальної етики в діяльності українських нотаріусів, Нотаріальна палата України з 8 жовтня 2013 року приєдналася до Міжнародного союзу нотаріату (МСЛН).

## Президенти Палати
- Володимир Марченко (з 2016)
- Наталія Василина (2014 — 2016)
- Павлова Людмила Миколаївна (2006—2014)
- Черниш Володимир Миколайович (президент Української нотаріальної палати, 1993—2006)